# 市町村サミット
市町村サミット（しちょうそんサミット）とは、1980年代頃から全国の市町村により構成された全国連絡会議のこと。

## 概要
1980年代半ばより、地名・観光・特産品・歴史上の人物などさまざまな共通点をもつ市町村同士の連携を目的として、「○○サミット」と称する会議やイベントがつぎつぎと組織された。
いわゆる村おこしなどが主な目的で最盛期には全国に約70近くあった。
自治体首長の会合に加え、講演や公演等を伴い地元観光イベントと連動した話題づくりを行うものもある（織田信長サミットなど）。一方で、観光イベント性の薄い首長の懇談会がこのように称されることもある（榊原サミットなど）など、様態は多様である。
2003年から2005年にかけてピークを迎えた平成の大合併により、多くの自治体が統廃合され、連携の機縁となった市町村名が変更されるなどしたため、多くのサミットが消滅・解散した。

## 主要な市町村サミット
遠隔市町村の交流を目指して継続的に行われたものを挙げ、以下のものは除いている。
- 総務省地域振興室主催の全国市町村長サミット
- 地域的なまとまりに基づいた自治体の連絡会議（たとえば、「首都圏サミット」とも称される九都県市首脳会議）。
- 一過性のイベントで終わった「サミット」[注釈 1]

### 歴史上の人物のゆかりによる
織田信長サミット
織田信長ゆかりの市町村により組織される会議・イベント。 1984年、滋賀県安土町の呼びかけにより発足。同年、安土町で第1回サミットを開催。平成の大合併で一時休止し、2007年の第22回サミット以後は隔年開催。2015年の第26回サミットには10市町が参加した。
龍馬の絆都市間交流
- 2014年11月15日 龍馬の絆で結ぶ都市間交流宣言締結[2]

高知市（高知県）
京都市（京都府）
品川区（東京都）
福山市（広島県）
下関市（山口県）
長崎市（長崎県）
鹿児島市（鹿児島県）
霧島市（鹿児島県）
榊原サミット（榊原康政公ゆかり四市市長懇談会）
榊原康政と榊原氏にゆかりのある4都市の市長懇談会。構成自治体は館林市・豊田市・姫路市・上越市で、1985年の発足以来枠組みは変わらない。榊原康政の治水や新田開発・街道整備といった内政手腕に関心が寄せられたことを背景に、豊田市長の発案により「榊原康政公に都市づくりを学ぼう」と「サミット」を初開催、以後4都市の持ち回りで開かれる。1996年5月29日に、4都市は災害時相互応援協定（「榊原公ゆかり都市災害時相互応援に関する協定」）を結んでいる。2015年には上越市で懇談会が開催された。
芭蕉サミット
松尾芭蕉ゆかりの自治体で開催されるイベント。「奥の細道 芭蕉サミット」「奥の細道サミット」の名義でも行われる。2015年には「第28回奥の細道サミット in 鹿沼」が栃木県鹿沼市で開催された。
雪舟サミット
1990年、雪舟ゆかりの自治体が集まり発足。第1回サミットは岡山県総社市で開催された。第14回（2013年）以降は6市（総社市、井原市、益田市、三原市、山口市、防府市）で構成されている（2016年現在）。
- 公式ウェブサイト：

一豊公&千代様サミット
山内一豊と千代（見性院）との関係が深い市町および関係を大切にしている市町の集まり。1994年から2007年まで毎年開催されていたが、2006年に大河ドラマ「功名が辻」が放映され、一定の成果を収めたことから、翌2007年より民間主導に切り替えられた。

### 地名の共通性による
全国池田サミット（全国池田町サミット）
1985年、「池田町」の名を持つ6町により「全国池田町サミット」として結成。第1回サミットは香川県池田町で開催。1988年8月には大阪府池田市を加えて7市町による「全国池田サミット」となった。自治体統合による改称などから3周目完了となる2005年に解散。
大東サミット（全国「大東」同名市・町会）
自治体名に「大東」の字の入る市町村により構成。「大東サミット」は通称で、正式名称は「全国「大東」同名市・町会」。参加自治体は大阪府大東市、岩手県大東町、静岡県大東町、島根県大東町の4市町。1986年、第一回サミットを島根県大東町で開催。市町村合併により、大東市以外の自治体が消滅したことから、2004年に解散式を行い解散。
ドラゴンサミット
1988年に全国の「竜」「龍」のつく15の市町村により結成。2000年時点で15自治体が参加していた。公式サイトに記載されたサミット開催は、2004年に茨城県龍ケ崎市で第16回サミットが最後であり、「市町村合併よる構成市町村の減少のため、サミットの存続等を現在検討中」とのメッセージを載せて休止状態になっている。
- 公式ウェブサイト：

まほろばサミット
自治体名に「大和」の字の入る市町村により構成。1988年に連絡協議会が発足、1989年に「第1回まほろばサミット」が開催され「まほろば連邦」の「建国」が宣言された。平成の大合併に伴い、2004年、第16回まほろばサミットで解散した。
ホークスサミット
自治体名に「鷹」の字の入る市町村により構成。東京都三鷹市などにより1989年、第一回サミットを開催。2007年に解散。
全国ひらがな・カタカナ市町村サミット（ひらがなサミット）
自治体名がひらがな・カタカナで表記される市町村の集まる「全国ひらがなカタカナ市町村連絡協議会」主催。1990年発足。2004年第に15回サミット（福島県いわき市）で解散。2004年時点では9自治体がメンバーであった。平成の大合併に伴い、加盟9自治体のうち3自治体の名称が変更され離脱が余儀なくされたこと、一方で新規加入自治体がないことが解散の主要因。
白浜サミット
「白浜」という地名のある自治体・観光協会関係者らが集まる催し。1993年、伊豆白浜を有する静岡県下田市の市長が呼びかけ5市町が参加して発足。参加自治体は和歌山県白浜町など。「一定の成果を見た」として2000年に解散。
全国かしまサミット
「かしま」とよむ自治体名を持つ市町村の集まり。1994年発足、福島県鹿島町で第1回サミットを開催。1997年5月2日には「災害時における全国かしま連絡協議会相互応援協定」を締結。
八の字サミット
自治体名に「八」の字の入る市町村により構成。1996年（平成8年）、埼玉県八潮市が市制施行25周年事業として「八の字サミット」を開催（開催日は平成8年8月8日）。福岡県八女市、愛媛県八幡浜市など、八潮市含め16市町村が参加した。サミットはその後持ち回りで毎年開催された。2003年時点では36都市が参加。
全国難読町村サミット
自治体名が難読である町村の集まり。1998年、島根県温泉津町で第1回サミットを開催。北海道弟子屈町や鹿児島県頴娃町など、全国40あまりの市町村が参加していた。第2回（1999年）は奈良県榛原町で、第3回は山口県の由宇町・久賀町・阿知須町の3町共催で、第4回は長崎県東彼杵町で、第5回（2003年）が新潟県聖籠町で、第6回（2004年）が奈良県斑鳩町で開催された。平成の大合併により自然消滅した。
愛のまちサミット（「愛のまち」交流）
昭和63年（1988年）、当時の滋賀県愛東町女性C・Iチームから送られてきた一粒のバレンタインチョコレートがきっかけとなり、全国の「愛」のつく町である神奈川県愛川町、滋賀県愛東町、長崎県愛野町と交流が始まった。4町では、これまで約四半世紀にわたって役場はもとより、青少年や婦人会など官民あげた交流が続いてきた。平成6年（1994年）には愛別町において4町の町長が一堂に会し、「愛のまちサミット」が開催された。
その後、平成の大合併に伴い、愛東町は東近江市へ、愛野町は雲仙市へそれぞれ編入されたが、交流は今も続いている。また同時に、合併に伴い新たに、滋賀県愛荘町、愛知県愛西市、愛媛県愛南町が誕生しており、平成26年（2014年）には、愛別町の職員有志が、それぞれの町にバレンタインチョコレートを送って新たな交流を呼びかけた。
- 北海道上川郡愛別町、神奈川県愛甲郡愛川町、愛知県愛西市、滋賀県愛知郡愛荘町、滋賀県東近江市（旧愛東町）、愛媛県南宇和郡愛南町、長崎県雲仙市（旧愛野町）

### 歴史・地理の共通性による
松原サミット（松原友好市町交流会議）
白砂青松を誇る松原を持つ自治体により構成。1987年、兵庫県西淡町において第1回サミットを開催し発足。参加自治体は西淡町（慶野松原）のほか福井県敦賀市（気比松原）、静岡県清水市（三保の松原）、香川県津田町（津田の松原）、高知県大方町（入野松原）の5市町であった。
全国岬サミット
「岬をもつ市町村全国連絡協議会」が主催する会議の名称。1989年、室戸市で第1回サミットが開催。
ほたるサミット
1989年（平成元年）に、環境庁（現環境省）により「ふるさといきものの里」が全国で119カ所選定され、その中でホタルの里として選定を受けた市町村から日本一のほたるの里を目指す自治体の代表が集まり、毎年持ち回り開催。参加自治体は現在、以下の7市町。愛知県阿久比町、滋賀県米原市、和歌山県紀の川市、岡山県真庭市、山口県下関市、福岡県北九州市、〈長野県辰野町…休会中〉。
東大寺サミット
東大寺の建立や再建、運営で縁の深い全国の市町村により構成。1991年発足。2014年現在14市町。
全国義民サミット
江戸時代から明治時代にかけての義民や農民一揆を顕彰する土地で開催されたイベント。第1回が長野県青木村（上田藩宝暦騒動）で、第2回が愛媛県日吉村（武左衛門一揆）で、第3回が岡山県湯原町（山中一揆）で、第4回が群馬県月夜野町（杉木茂左衛門）で、第5回が千葉県成田市（佐倉宗吾）で、第6回が長野県三郷村（貞享騒動）で、第7回が岩手県田野畑村（三閉伊一揆）で、第8回が2004年に茨城県阿見町（牛久助郷一揆）で、第9回が2005年に滋賀県野洲市（近江天保一揆）で、第10回が長野県青木村で開催された。その後は全国義民顕彰連絡協議会が中心となり「全国義民顕彰集会」（回次は全国義民サミットから継承）と変更された。
全国門前町サミット
1998年、成田市の提唱により発足。全国の神社仏閣を中心に発展してきた門前町を有する自治体・観光協会・商業関係者などが集まり地域活性、街作り推進のため開催する会議。第12回が2014年に香川県琴平町で、第13回が2015年に大分県宇佐市で開催された。
全国鳴砂サミット
財団法人日本ナショナルトラストが、鳴き砂の砂浜のある自治体や保全団体に呼び掛け「全国鳴砂ネットワーク」を組織、毎年「サミット」を開催。
国府サミット
古代の国府の所在地である自治体の交流イベント（国府#国府サミットを参照）。全国版は2009年に東京都府中市で開催された「こくふロマン交流祭2009in府中」を第一回とし、各地持ち回りで開催。こしのくに版もあり、2013年に福井県越前市で開催以降、各地持ち回りで開催。
忠臣蔵サミット
義士親善友好都市交流会議 - 1989年（平成元年）創設。通称「忠臣蔵サミット」。赤穂市の呼びかけにより、「赤穂義士ゆかりの地」の所在する全国の自治体が、親善と友好を深めながら情報交換を行い、地域の活性化と発展向上のために相互協力していくことを目的に創設。毎年、一回開催される忠臣蔵サミットは加盟自治体のひとつが開催地となっている。
- 北海道砂川市
- 岩手県一関市
- 栃木県大田原市
- 茨城県笠間市
- 茨城県桜川市
- 群馬県安中市
- 群馬県藤岡市
- 東京都千代田区
- 東京都中央区
- 東京都港区
- 東京都新宿区
- 東京都墨田区
- 東京都豊島区
- 新潟県新潟市
- 新潟県新発田市
- 長野県諏訪市
- 愛知県南知多町
- 愛知県西尾市
- 滋賀県大津市
- 滋賀県野洲市
- 京都府京都市山科区
- 兵庫県赤穂市
- 兵庫県明石市
- 兵庫県相生市
- 兵庫県豊岡市
- 兵庫県加西市
- 兵庫県加東市
- 兵庫県丹波篠山市
- 岡山県津山市
- 広島県三次市
- 長崎県平戸市
- 熊本県山鹿市

以上、加盟自治体（32市区町、2019年末現在）。
- 現在、兵庫県多可町[33]、香川県小豆島町[34]と土庄町が参加調整中[35]。将来的には中国・武林市（wu lin）、韓国・ソウル特別市（ハンソンブ）などの参加も計画されている[36](平成29年調べ)。
- 西尾市（旧・吉良町）、一関市、墨田区、千代田区[37]、中央区[38]、新宿区[39]、豊島区[40]、安中市[41]、藤岡市、諏訪市、新潟市[42]、平戸市[43]などが、過去の恩讐を越え参加いただいている。
  - 一方、義央の菩提寺・万昌院がある中野区（天領）、義士祭当日に先祖の供養がある米沢市（上杉家）[44]、泉岳寺に寄進の梵鐘を廃棄された[45] 熊本市（細川家）、松の廊下で毛利師就が刃傷を受けた下関市（毛利家）、浪人や町人の集団に江戸藩邸を襲撃され屋敷を移動した岡崎市および浜松市（水野家）、家中に大石氏があるも一貫して吉良方に与した弘前市（津軽家）、再興された高家吉良氏の領地があった世田谷区と横浜市（蒔田流吉良家）は参加辞退の立場を変えていない。また、義士を粗略に扱い非難された松山市（久松家）、吉良と親密だった吉田町（伊達家）、脇坂赤穂事件のたつの市（脇坂家）[46]については自治体レベルの交渉自体が記されてない（民間レベルでの各市との交流はある[47]。前項の興聖寺による松山義士祭も参照）。
  - 義士を尊敬し同じデザインの衣装に因む新選組を擁した会津若松市（松平家）、赤穂藩の宗家である広島市（浅野家）については、それぞれ長州やアメリカとの複雑な関係、「平和市長会議」のホストという立場[48]などから参加可否の検討段階までに至っていない[49]。

- 第31回義士親善友好都市交流会議 - 令和最初となる2019年度は、10月25日に京都市山科区において開催された[50]。

### 人口規模やインフラの共通性による
日本秘境サミット
1986年11月、宮崎県椎葉村で第1回が開催、「秘境」の18か村が参加。その後、神戸で開かれた第8回サミットでは69市町村が参加している。
ないないサミット
正式名は「鉄道も国道もない市町村全国連絡会議」。1988年に、弥栄町（京都府）の呼びかけにより全国117自治体が参加し発足したが、平成の大合併の余波を受け、2003年に53町村となった時点で継続困難となり解散した。
小さな村g7サミット
2016年5月、山梨県丹波山村で第1回が開催。全国7ブロック（北海道・東北・関東・近畿・中国・四国・九州）で人口規模が一番小さい7村の村長によるサミット。メンバーは北海道音威子府村、福島県檜枝岐村、和歌山県北山村、岡山県新庄村、高知県大川村、熊本県五木村。第2回は桧枝岐村で、第3回は音威子府村で、第4回は北山村で、第5回は新庄村で、第6回は大川村で、第7回は五木村で開催。

### 文化・産業の共通性による
子守唄サミット
子守唄の伝承地として全国子守唄協議会に加盟する市町村により、1987年第一回サミットが開催。2015年の第27回サミット（沼津市）参加自治体は、熊本県天草市、岡山県井原市、熊本県五木村、長崎県島原市、和歌山県岩出市、大分県佐伯市、静岡県沼津市。2016年の第28回サミット（天草市）を最後に終了した。
ジャパン<漆>サミット
1988年より毎年持ち回りで開催されている、全国の漆器産地の首長および生産者代表の協議会。構成自治体は24自治体（経済産業大臣から「伝統的工芸品」としての指定を受けた23自治体と、オブザーバー参加の1自治体）。サミットは自治体首長のほか、28の漆器産地組合代表によって漆器産業の振興支援策を協議するもので、経済産業省の該当経済産業局、都府県、伝統的工芸品産業振興協会、日本漆器協同組合連合会が後援する。また、ジャパン<漆>サミット参加自治体の内19自治体で「うるし産業文化創造都市連合」を結成している。
- 公式ウェブサイト：

全国茶サミット
全国の茶産地と茶業関係者が連携し開催。1996年、第1回サミットが埼玉県入間市で開催。2009年、静岡県牧之原市での開催では43市町村が参加。2014年、静岡県藤枝市での開催（第19回）では「おおむね100ha以上の茶園を有する」81自治体に参加が呼びかけられた。
全国刃物サミット
全国の刃物産地の連携・PRのために開催。2001年に第2回サミットが新潟県三条市で開催（参加自治体は三条市、福井県武生市、岐阜県関市、兵庫県三木市、島根県安来市、新潟県与板町、新潟県月潟村）。2002年に第3回サミットが岐阜県関市で、2003年の第4回が兵庫県三木市で、2004年の第5回サミットは福井県武生市、2005年の第6回サミットは島根県安来市で開催された。

### その他
TASKIプロジェクト（中部環境先進5市サミット）
Tajimi、Anjo、Shinshiro、Kakegawa、Iidaの5都市の頭文字から｢TASKIプロジェクト｣と呼ばれる。中部地方での先進的な環境対策を取り組んでいく。
多治見市（岐阜県）安城市（愛知県）新城市（愛知県）掛川市（静岡県）飯田市（長野県）